# Городской воздух делает свободным
«Городской воздух делает свободным» (нем. Stadtluft macht frei) — средневековая пословица и правовой обычай, согласно которому крестьянин, проживший в городе определённое время, считается свободным. Также встречается вариант Stadtluft macht frei nach Jahr und Tag (городской воздух делает тебя свободным через один год и один день).
Правовой обычай Stadtluft macht frei nach Jahr und Tag характерен для средневекового обычного права Германии, начиная с XI века. Согласно этому обычаю, хозяин (помещик) крестьянина, ушедшего от него на постоянное жительство в город, имеет право требовать его возврата только в течение первого года. Но если хозяин находил семь свидетелей, которые могли подтвердить, что крепостной ему принадлежит, крестьянин должен был и дальше работать на своего хозяина.